# Alex Cisar
Alex Cisar, slovenski biatlonec, * 5. april 2000, Ljubljana.

## Kariera

### Mladinsko svetovno prvenstvo 2019
Alex Cisar je na mladinskem svetovnem prvenstvu v Osrblieju na Slovaškem osvojil tri medalje od tega dva naslova svetovnega prvaka. Zlato medaljo je osvojil v sprintu in zasledovanju, srebrn je bil na moški štafeti.

| Leto          |        |              |              |    |
| Posamično     | Sprint | Zasledovanje | Ekipna tekma |    |
| Osrbliej 2019 | 2..    | 1.           | 1.           | 2. |